# 발티모라
발티모라(이탈리아어: Baltimora)는 1984년부터 1987년까지 활동한 밀라노 출신의 이탈리아 음악 프로젝트이다. 이들은 1985년 싱글 "타잔 보이"로 가장 잘 알려져 있으며 영국과 미국에서 종종 원 히트 원더로 여겨진다. 고향인 이탈리아를 포함한 다른 유럽 국가에서는 같은 해에 발티모라가 후속 히트곡 "Woody Boogie"를 발표했다.